# Moscheea Kaunas
Moscheea Kaunas este singura moschee din Lituania, construită în 1860 de comunitatea musulmană.